# فخرالدین عمروویچ
فخرالدین عمروویچ (بوسنیایی: Fahrudin Ömeroviç؛ زادهٔ ۲۶ اوت ۱۹۶۱) یک بازیکن فوتبال اهل بوسنی و هرزگوین بوده است.
از باشگاه‌هایی که در آن بازی کرده‌است می‌توان به باشگاه فوتبال پارتیزان اشاره کرد. وی سابقه سابقه ۸ بازی برای تیم ملی فوتبال یوگسلاوی و ۳ بازی برای تیم ملی فوتبال بوسنی و هرزگوین در کارنامه دارد.